# 大和高田市歌
「大和高田市歌」（やまとたかだしか）は、日本の奈良県大和高田市が制定した市歌である。作詞・橋本竹茂、作曲・岡本幸子。

## 解説
1948年（昭和23年）に発足した大和高田市の市制30周年記念事業として、1978年（昭和53年）に制定。歌詞は市民を対象に懸賞募集を実施し、45篇の応募作から市役所職員で国民歌「若い日本」の作詞者として著名な橋本竹茂の応募作が入選採用された。LUX-AVAレコードが製造した市歌のシングル盤（規格品番：K-2036）でB面に収録された新民謡「さざんか音頭」も同じく橋本が作詞したものである。
市では歌詞と楽譜、レコード音源とは別に新規で録音した音源を公式サイト上に公開しており、演奏の機会について「市制周年記念式典等や成人式で歌われている」とする。大和高田市に関連する市歌および「さざんか音頭」以外の楽曲としては、2018年（平成30年）に市制70周年を記念して作成された市民愛唱歌「私の生きるまち」がある。